# Lala Pašina džamija
Lala Pašina džamija u Livnu, u razgovornom jeziku poznata i kao Beglučka džamija jedna je od najljepših potkupolnih džamija u Bosni i Hercegovini. Sagrađena je 1577./1578. godine izvan gradskih zidina tadašnjeg starog grada Livna, na Begluku. Karakteristična je po šerefi, ukrašenoj stalaktitima, a posjeduje kao jedini javni vjerski objekt u širem kraju Livna i okolice i sunčani sat, djelo slavnog mujezina, putopisca i astronoma Hadži Jusufa Livnjaka. Svojevremeno je uz džamiju postojao i mekteb, a tu je bila i musalla. Njen vakuf u zemlji je dosezao preko 110 vakufskih milijuna na Bistriku. Katarski serdar, hajduk Stojan Janković dva puta ju je pljačkao i palio, no svaki put je bila obnavljana. Uz džamiju je i prostrani i uređeni harem s rijetko sačuvanim nišanima. 2003. uz obnovljenu je i restauriranu džamiju sagrađena i omanja abdesthana. U srpnju 2004. stavljena je pod zaštitu države i proglašena nacionalnim spomenikom.

## Položaj
Lala Pašina džamija podignuta je na Begluku, livanjskom naselju na južnim padinama brda Bašajkovac, nedaleko od rijeke Bistrice. Begluk se nalazi iznad same rijeke, dok se istoimena mahala svojevremno prostirala i iznad džamije i prema Dumanu, izvoru rijeke Bistrice. Livanjski kroničar Ahmet Burek u svojim historiografskim radovima o starom Livnu za osmanskog vakta navodi da su i prilikom same gradnje džamije, citirajući tarih nad njenim ulazom, tu stajale kuće, pa kako se osjećala potreba za bogomoljom, uz naselje je nikla i džamija, koja će se pokazati jednom od najljepših u cijeloj zemlji. Naseljavanje ovog dijela grada Livna, koje je do tad stajalo izvan bedema starog grada, javilo se kao posljedica iskorištavanja energije vodene snage rijeke Bistrice, kako za pokretanje mnogobrojnih mlinova i stupa, tako i za djelatnost tabačkih radionica. Ispod same džamije, te prema Žitarnici i nizvodno niz Bistricu, nije bilo kuća. Taj je dio bio beglučka zemlja i pripadao je, po svemu sudeći, hasu sanžak-bega. Područje gdje je danas smještena pravoslavna Crkva Uspenija Presvete Bogorodice i livanjska Gimnazija pripadalo je početkom 19. stoljeća livanjskim begovima Gagićima, kada njihov predak ima dužnost bajraktara kliških spahija, dok je ispod džamije bilo javno zemljište sa širokom i dugačkom poljanom zvanom Musala. S ove Musale stoljećima su livanjske hadžije kretale na daleko hodočašće.

## Graditelj
O dobrotvoru ove džamije Mustafa-begu Sokoloviću, kako se zapravo zvao veliki Lala Paša (ime je dobio od turske riječi lala - carevićev učitelj, docent) zna se da je bio kliški sandžak-beg, koji je svojevremeno stolovao u Livnu, te da je džamiju sagradio izvan bedema Starog grada kako bi grad proširio što se ubrzo i dogodilo. Džamija je, prema predaji starih Livnjaka, trebala privući muslimane u ravnicu i plodnost. Ostalo je zapisano da je bio dobar i veoma pobožan čovjek, koji za 40 godina nije propustio ni jedan ikindijski sunet. Stanovao je u istoj mahali, odmah ispod džamije, u dvorima koji su se nalazili na mjestu današnje privatne pekare. Pismena predaja kaže da je prvu džumu pred podignutom džamijom obavio sam Lala Paša.